# Кільця Ньютона

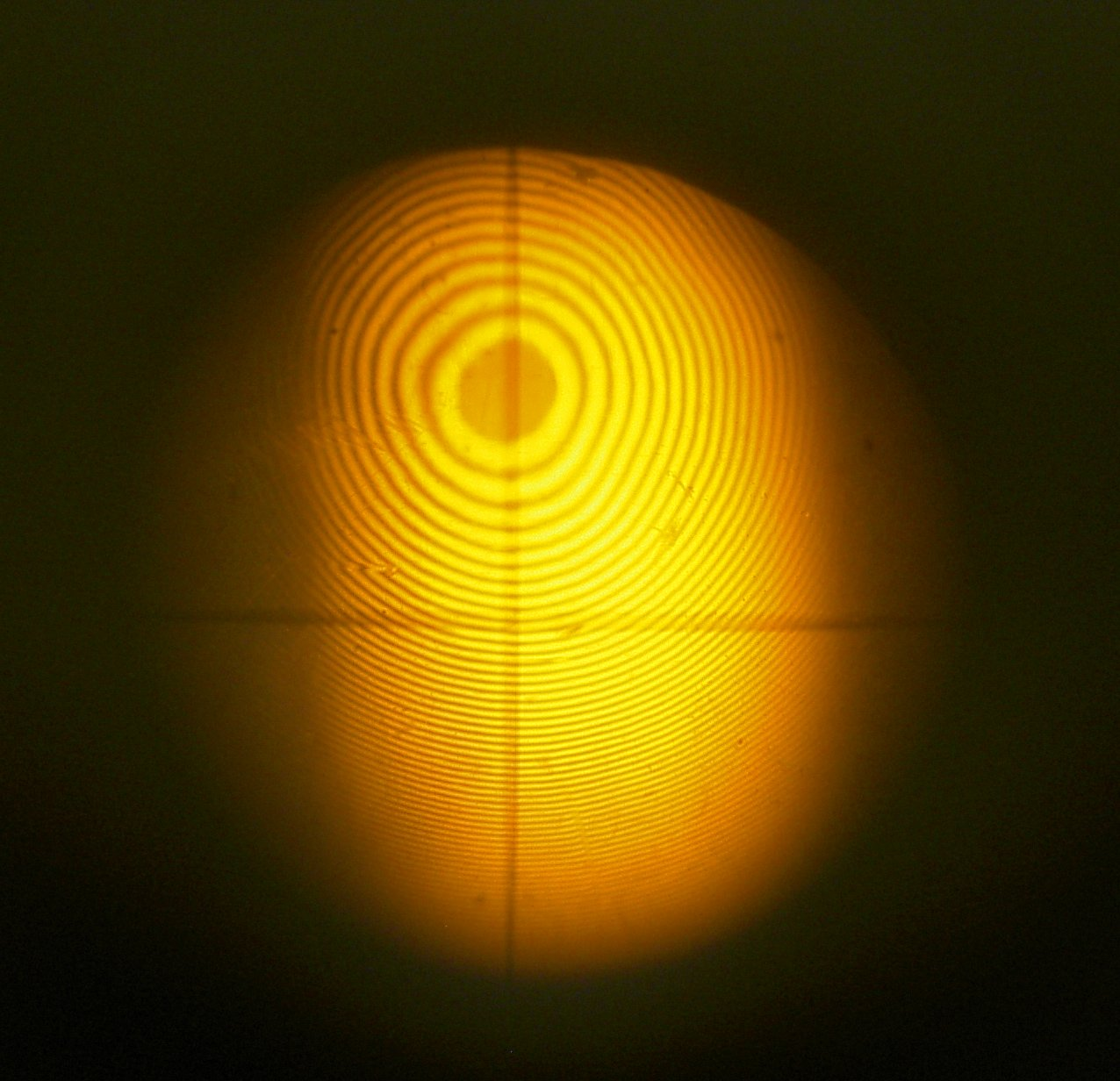

Схема оптичної системи для спостереження кілець Ньютона

Кі́льця Нью́тона — кольорові кільця, які можна спостерігати за допомогою випуклої скляної пластинки внаслідок інтерференції світла, відбитого від різних поверхонь.
Вперше це явище описав у 1664 році Роберт Гук, але своєю назвою кільця завдячують Ісааку Ньютону, який детально проаналізував їхню структуру у 1675.
Аналогічні кольорові розводи можна часто спостерігати на різного типу поверхнях, вкритих прозорою плівкою, наприклад, на масляних плямах в калюжах.
Для монохроматичного світла з довжиною хвилі λ радіус m-го кільця Ньютона {\displaystyle r_{m}} задається формулою
{\displaystyle r_{m}=\left[\left(m+{1 \over 2}\right)\lambda R\right]^{1/2}},
де R — радіус кривизни поверхні.
Кільця Ньютона використовуються при виготовленні лінз для визначення правильності кривизни, оскільки вони дуже чутливі до щонайменших дефектів.